# オケクラフト
オケクラフト(OKECRAFT)は、北海道常呂郡置戸町の特産品である木工クラフト、地域ブランド。

## 特徴
置戸町及びその近隣で作成される木工クラフトの総称である。針葉樹のアテ材(偏芯材)を活用した木目の美しさが基本的特徴。工房の趣向にもよるがシンプルでモダンなデザインが多い。
作品は工房独自の流通ルートのほか、置戸町森林工芸館内にあるショップで販売されている。

## 歴史
昭和50年代初頭、置戸町では製材業が主幹産業の１つであった。しかし製材業は輸入外材の拡大に伴い衰退傾向にあり、付加価値の確保が急務となっていた。町は1982年(昭和57年)に対策に着手し、1983年に工業デザイナーである秋岡芳夫を招致して講演会を開催。その中で木工ロクロによる木工クラフトの発案があった。更に同年5月からは東北工業大学の時松辰夫を指導者として木工教室が開催され、オケクラフトとしてスタートした。
翌1984年には研修生制度が立ち上がり、以後、人間ばん馬とともに町の顔として定着した。

## その他
- 2004年には、台風18号の通過に伴い倒壊した北大ポプラ並木の加工を作り手が手掛け、寄贈・有償頒布している。
- 置戸町は北海道内でも有数の森林資源の豊富な町である。民有林単位面積当たりの森林貯蓄は248.0m3/ha(2010年)であり、これは民有林を1万ha以上有する自治体としては道内最大である。[1]